# Buenos Aires bohemio
Buenos Aires bohemio es una película muda de Argentina filmada en blanco y negro dirigida por Leopoldo Torres Ríos sobre su propio guion que se estrenó en  1924 y tuvo como actores principales a Elena Guido, Ángel Boyano,   José Plá y  Julio Andrada.

## Reparto
Colaboraron en el filme los siguientes intérpretes:
- Maris Mirbena
- Elena Guido
- Sara Bromber
- Ángel Boyano
- T. Achával
- Julio Nacial
- A. Di Georgi
- José Plá
- Julio Andrada

## Críticas
El diario Crítica dijo que Torres Ríos había demostrado de sobra la excelencia que un director puede lograr en su trabajo en Argentina y que “en su trabajo nosotros hemos visto siempre su poder de observación” y su constante tendencia a mejorar.